# Саксонская государственная капелла
Саксонская государственная капелла (нем. Sächsische Staatskapelle Dresden, часто сокращённо Staatskapelle Dresden) — симфонический оркестр в Дрездене, основанный в 1548 году курфюрстом Саксонии Морицем. Старейший оркестр мира.
Музыкальный руководитель и главный дирижёр оркестра — Даниэле Гатти (с 2024).

## История
Историческое название — капелла курфюрстов Саксонии и королей Польши (нем. Die Kurfürstlich-Sächsische und Königlich-Polnische Kapelle). В 1807 году оркестр был переименован в Королевскую саксонскую музыкальную капеллу (нем. Königlich-sächsische musikalische Kapelle), а в 1918 году получил текущее название.
Саксонская государственная капелла — базовый оркестр Саксонской государственной оперы, зал которой является её основной концертной площадкой.
За период её существования капеллу возглавляли такие выдающиеся музыканты, как Генрих Шютц, Иоганн Адольф Хассе, Карл Мария фон Вебер, Рихард Вагнер, Карл Бём. Также с оркестром выступал Рихард Штраус.

## Капельмейстеры и главные дирижёры оркестра
| - 1548—1554 Иоганн Вальтер - 1555—1568 Маттеус Ле Местр - 1568—1580 Антонио Сканделло - 1580—1584 Джованни Баттиста Пинелли - 1587—1619 Рогер Михаэль - 1615—1672 Генрих Шютц - 1654—1680 Винченцо Альбричи - 1656—1680 Джованни Андреа Бонтемпи - 1666—1688 Карло Паллавичини - 1688—1700 Николаус Адам Штрунк - 1697—1728 Иоганн Кристоф Шмидт - 1712—1755 Иоганн Георг Пизендель - 1717—1719 Антонио Лотти - 1717—1729 Иоганн Давид Хайнихен - 1725—1733 Джованни Альберто Ристори - 1733—1763 Иоганн Адольф Хассе - 1776—1801 Иоганн Готлиб Науман - 1802—1806 Фердинандо Паэр - 1810—1841 Франческо Морлакки - 1816—1826 Карл Мария фон Вебер - 1826—1859 Карл Готлиб Райссигер - 1843—1848 Рихард Вагнер | - 1850—1880 Карл Август Кребс - 1874—1877 Юлиус Риц - 1877—1884 Франц Вюльнер - 1884—1914 Эрнст фон Шух - 1914—1921 Фриц Райнер - 1922—1933 Фриц Буш - 1934—1943 Карл Бём - 1943—1944 Карл Эльмендорф - 1945—1950 Йозеф Кайльберт - 1949—1953 Рудольф Кемпе - 1953—1955 Франц Конвичный - 1956—1958 Ловро фон Матачич - 1960—1964 Отмар Суитнер - 1964—1967 Курт Зандерлинг - 1966—1968 Мартин Турновский - 1975—1985 Герберт Блумстедт - 1985—1990 Ханс Вонк - 1992—2001 Джузеппе Синополи - 2002—2004 Бернард Хайтинк - 2007—2010 Фабио Луизи - 2012—2024 Кристиан Тилеман - с 2024 — Даниэле Гатти |